# St.-Georgs-Kirche (Warmsen)

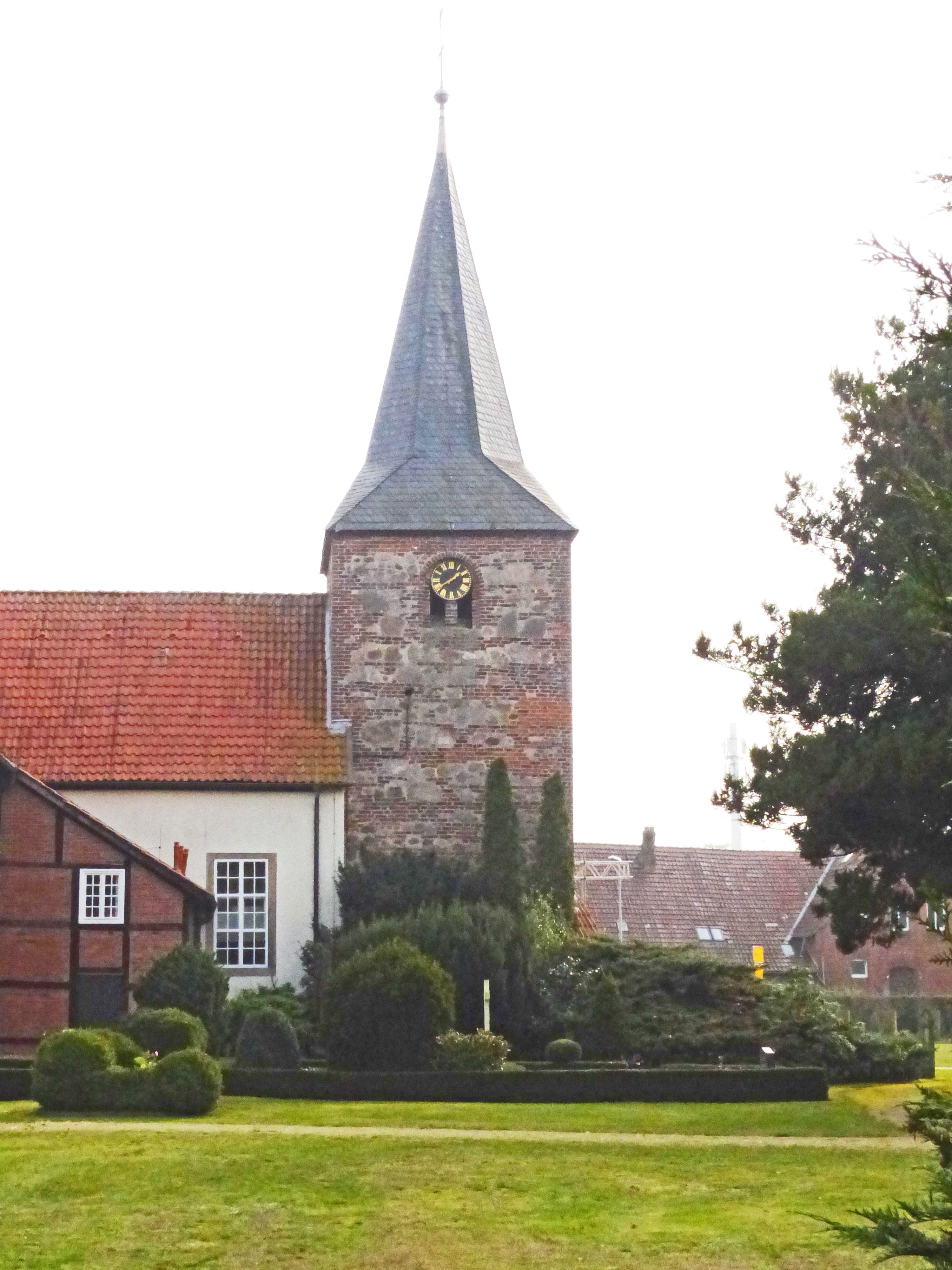
Warmsen, St.-Georgs-Kirche

Die evangelisch-lutherische St.-Georgs-Kirche steht in Warmsen, einer Gemeinde im Landkreis Nienburg/Weser in Niedersachsen. Die Kirchengemeinde gehört zum Kirchenkreis Stolzenau-Loccum im Sprengel Hannover der Evangelisch-lutherischen Landeskirche Hannovers. Die Kirche steht unter Denkmalschutz.

## Geschichte
Die Saalkirche wurde in der Zeit vom Ende 12. Jahrhundert bis zur ersten Hälfte des 13. Jahrhunderts mit einem Kirchenschiff aus drei Jochen gebaut. 1226 wurde sie erstmals urkundlich erwähnt. Der Kirchturm im Westen wurde nachträglich dem Kirchenschiff vorgesetzt. Der Turm auf quadratischem Grundriss besteht aus Mischmauerwerk, überwiegend aus Backsteinen, und wird an den westlichen Ecken mit kräftigen Strebepfeilern gestützt. Er ist schiefergedeckt und läuft in einer achteckigen Spitze aus. Im 15. Jahrhundert wurde die Kirche nach Osten um einen gleich breiten Chor mit Dreiseitschluss erweitert. Die Gesamtlänge der Kirche betrug nun 29 Meter und ihre Breite 8,7 Meter. Sie ist nicht streng geostet, ihre Achse weicht um 20 Grad nach Norden ab.
Wegen der wachsenden Bevölkerungszahl wurde um 1730 eine Erweiterung der Kirche notwendig. Es wurde 1734 ein Anbau mit gleicher Firsthöhe nach Norden an der Mitte des mittelalterlichen Kirchenschiffs angeschlossen, was zu einem nunmehr T-förmigen Grundriss führte. Der Anbau wurde in Holzfachwerk ausgeführt und mit Backsteinen ausgefacht. Der Anbau machte eine Umordnung der Kirchenausstattung erforderlich. Um Sicht von allen Kirchplätzen zu haben, wurden der frühbarocke Kanzelaltar und die später entstandene Kanzel an die Mitte der Südwand des alten Kirchenschiffs verlegt.
Um eine Orgel aufstellen zu können, wurde 1852 in der westlichen Ecke zwischen dem nördlichen Anbau und dem alten Kirchenschiff ein kleiner Fachwerkbau errichtet. Das Instrument wurde 1961 durch eine Orgel mit 14 Registern des Braunschweiger Orgelbaumeisters Friedrich Weißenborn ersetzt. 1957 wurden die Emporen in den drei Gebäudetrakten zum Teil verkleinert und der Innenraum mit einem Spiegelgewölbe überspannt. In den 1950er Jahren wurden mit einer Warmluftheizung und elektrischer Beleuchtung technische Verbesserungen vorgenommen.